# Petr Rudolf Manoušek
Petr Rudolf Manoušek (* 5. května 1957 Praha) je český zvonař, restaurátor zvonů, od roku 1988 vedoucí dílny rodiny Manoušků (Zvonařství Manoušek), soudní znalec specializovaný na kampanologii.
Narodil se ve zvonařské rodině, Rudolfovi (synu Rudolfa staršího) a Květě Manouškovým. V roce 1976 absolvoval Střední uměleckoprůmyslovou školu a začínal v dílně svého otce na Zbraslavi, kterou v roce 1988 převzal. Do nečekaných potíží se dílna dostala při povodních v r. 2002, kdy byla zvonárna zcela zatopena a její činnost na Zbraslavi se již nepodařilo obnovit. Petr Manoušek mezitím externě pracuje v několika jiných evropských zvonárnách, zejména v holandské Royal Eijsbouts v Astenu. Zde se v r. 2006 se podílel na odlití největšího výkyvného zvonu světa. Japonský zvon o hmotnosti přes 36 tun, zavěšený u města Gotenba na ostrově Honšú vyzvání denně při západu slunce.
Dílna Manoušků na Zbraslavi za dobu své existence vyrobila a zrestaurovala několik tisíc zvonů, podílela se mj. na opravě pražské loretánské zvonkohry nebo pořízení nového srdce pro největší český zvon Zikmund. V restaurovaném domě bude od září 2020 otevřeno soukromé muzeum zvonařství a historie rodiny Manoušků.

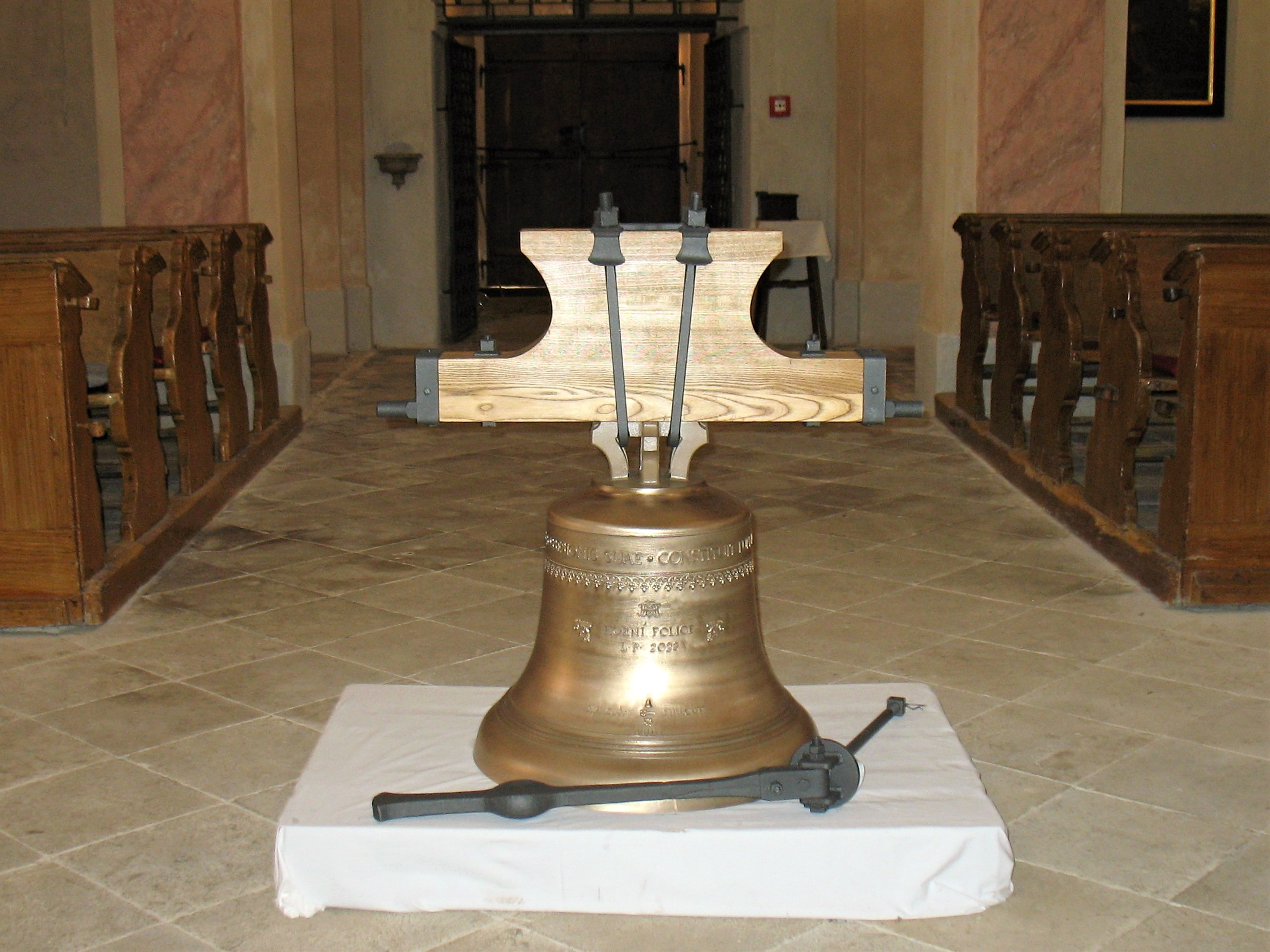
Nový zvon Josef z Manouškovy dílny, vystavený během Noci kostelů v červnu 2023 v poutním kostele Navštívení Panny Marie v Horní Polici

Pro město Praha v rámci projektu Evropské město kultury v roce 2000 sestavil Petr R. Manoušek Pražskou mobilní zvonohru s 57 zvony, aktuálně největší mobilní zvonohru na světě. Ta je v současné době přímo v jeho majetku poté, co město Praha odstoupilo od ústní dohody o jejím financování. Kvůli nutnosti vrátit vyplacené zálohy magistrátu nakonec Manouškovi museli prodat svůj rodinný dům.[zdroj?]